# Aeropuerto Internacional Tullamarine
Para el aeropuerto de la ciudad de Melbourne, Florida, EE. UU.; véase Aeropuerto Internacional de Orlando-Melbourne
El Aeropuerto Internacional Tullamarine (IATA: MEL, OACI: YMML) es el aeropuerto que da servicio a la ciudad de Melbourne y sus alrededores, (Australia). Dicho aeropuerto, es uno de los más importantes dentro del panorama australiano, es considerado el segundo aeropuerto más importante después del Aeropuerto Internacional Kingsford Smith (Sídney), y por delante del Aeropuerto de Brisbane.

## Historia
El Aeropuerto Internacional Melbourne (MEL) tuvo su comienzo en el año 1928 cuándo un avión Pitcairn tomó tierra en un campo de pastura de vacas situado en el norte de Kissimmee Highway.
A finales de 1928, el transporte de correo aéreo empezó, cuando el aeropuerto fue designado como hubb (aeropuerto de escala). En 1933, la ciudad de Melbourne adquirió 64,75 ha al oeste de Indian River Bluff para construir el nuevo aeropuerto, que fue usado como operativo como una base militar aérea I naval durante el período de la Segunda Guerra Mundial.
El aeropuerto volvería a la ciudad como una propiedad de Surplus después de la guerra. El aeropuerto de Melbourne fue cedido a la ciudad en el año 1947 y fue operativo como un aeropuerto municipal desde 1967, en el mismo momento en que se creó la autoridad del aeropuerto de Melbourne con la finalidad de planificar, operar, mantener y desarrollar el aeropuerto.

## Descripción
El aeropuerto de Melbourne dispone de tres terminales. La terminal internacional (T2) tiene 16 puertas. Las dos otras terminales, T1 se usa exclusivamente para Qantas y la subsidiaria de Jetstar, en cuanto a la multifunciones o terminal T3, es usada primariamente por Virgin Blue, y dispone de 46 puertas. Cuenta con un movimiento de casi 21 millones de pasajeros al año, y con un movimiento de 180.500 aviones al año, la mayoría de los movimientos 151.200, por aviación comercial (pasajeros). El aeropuerto de Melbourne es el segundo aeropuerto de Australia, en cuanto a movimiento, después del aeropuerto Kingsford Smith (Aeropuerto Internacional de Sídney). El aeropuerto de Melbourne, se mantiene operativo 24 horas al día. Pero además dispone de prácticas con aviones con movimientos desde medianoche hasta las cuatro de la madrugada.

## Aerolíneas y destinos
En el Aeropuerto de Melbourne, operan las compañías que verán en el listado siguiente. Muchas otras compañías operan solas, aunque algunas como Qantas, Virgin o Jetstar, son las que operan con más frecuencia y por tanto disponen de dos de las tres terminales para operar con rapidez.

### Destinos nacionales
| Aerolíneas       | Destinos |
| ---------------- | --- |
| Jetstar Airways  | Adelaida, Ayers Rock, Ballina, Brisbane, Busselton, Cairns, Camberra, Darwin, Gold Coast, Hobart, Launceston, Newcastle, Perth, Proserpine, Queenstown, Sunshine Coast, Sídney, Townsville |
| Qantas           | Adelaida, Alice Springs, Brisbane, Broome, Cairns, Darwin, Gold Coast, Isla Hamilton, Perth, Port Hedland, Sídney, Queenstown                                                              |
| QantasLink       | Camberra, Coffs Harbour, Devonport, Hobart, Launceston, Mildura |
| Virgin Australia | Adelaida, Brisbane, Cairns, Camberra, Coffs Harbour, Darwin, Gold Coast, Hobart, Isla Hamilton, Kalgoorlie, Mildura, Newcastle, Perth, Sunshine Coast, Sídney                              |

### Destinos internacionales

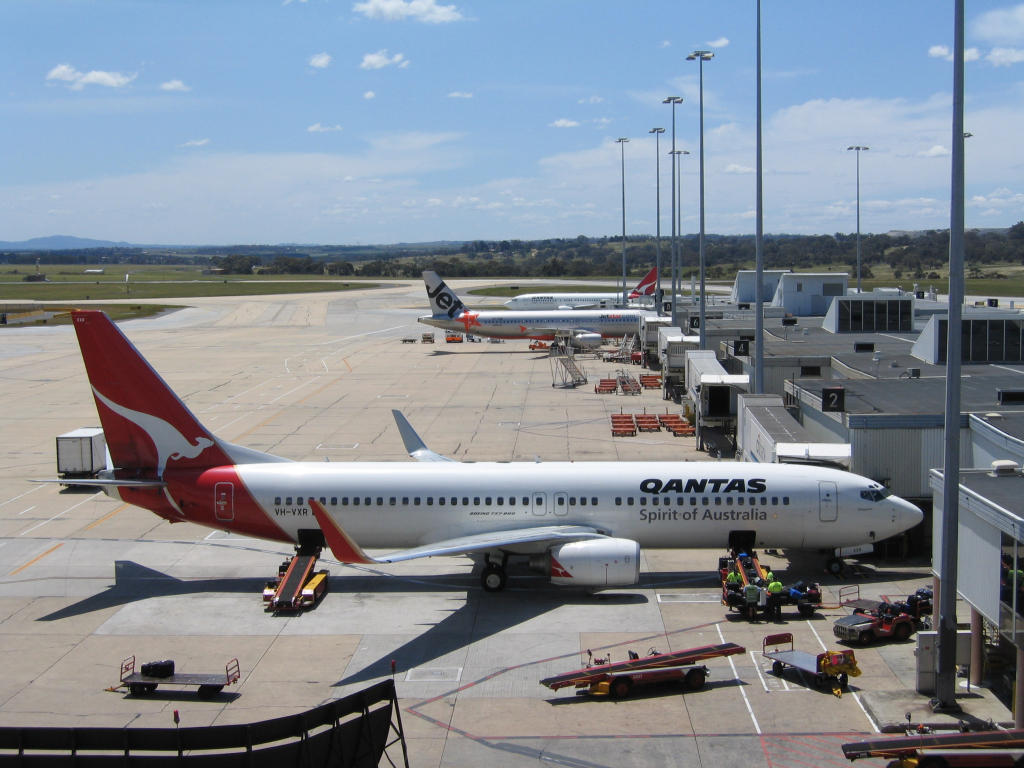
Vista de la Terminal 1 con aviones de Qantas y Jetstar.

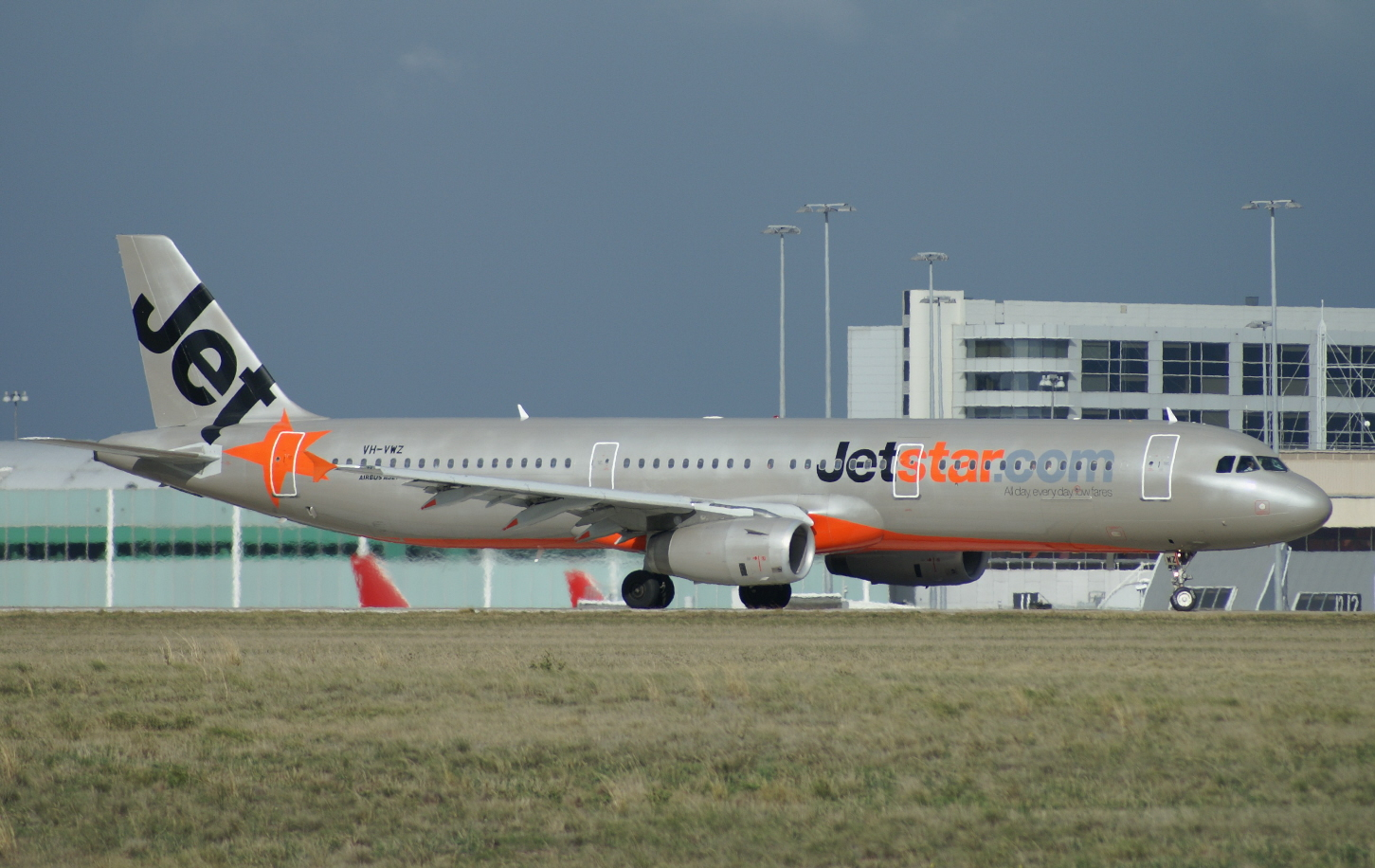
A321-200 de Jetstar preparado para despegar de la pista 27

| Ciudades por países    | Nombre del aeropuerto                          | Aerolíneas                                                                                  |
| Norteamérica           | Norteamérica                                   | Norteamérica                                                                                |
| ---------------------- | ---------------------------------------------- | ------------------------------------------------------------------------------------------- |
| Estados Unidos         |                                                |                                                                                             |
| Dallas                 | Aeropuerto Internacional de Dallas-Fort Worth  | Qantas                                                                                      |
| Los Ángeles            | Aeropuerto Internacional de Los Ángeles        | Qantas / United Airlines                                                                    |
| San Francisco          | Aeropuerto Internacional de San Francisco      | Qantas / United Airlines                                                                    |
| Sudamérica             |                                                |                                                                                             |
| Chile                  |                                                |                                                                                             |
| Santiago de Chile      | Aeropuerto Internacional Arturo Merino Benítez | LATAM Chile                                                                                 |
| Europa                 |                                                |                                                                                             |
| Turquía                |                                                |                                                                                             |
| Estambul               | Aeropuerto Internacional de Estambul           | Turkish Airlines                                                                            |
| Asia                   |                                                |                                                                                             |
| Brunéi                 |                                                |                                                                                             |
| Bandar Seri Begawan    | Aeropuerto Internacional de Brunéi             | Royal Brunei Airlines                                                                       |
| China                  |                                                |                                                                                             |
| Chengdú                | Aeropuerto Internacional de Chengdú-Shuangliu  | Sichuan Airlines                                                                            |
| Guangzhou              | Aeropuerto Internacional de Cantón-Baiyun      | China Southern Airlines                                                                     |
| Guiyang                | Aeropuerto Internacional Guiyang Longdongbao   | Sichuan Airlines                                                                            |
| Haikou                 | Aeropuerto Internacional de Haikou-Meilan      | Hainan Airlines                                                                             |
| Pekín                  | Aeropuerto Internacional de Pekín-Capital      | Air China / Qantas                                                                          |
| Shanghái               | Aeropuerto Internacional Pudong                | China Eastern Airlines                                                                      |
| Shenzhen               | Aeropuerto Internacional de Shenzhen-Bao'an    | China Southern Airlines                                                                     |
| Qingdao                | Aeropuerto Internacional de Qingdao Liuting    | Beijing Capital Airlines                                                                    |
| EAU                    |                                                |                                                                                             |
| Abu Dabi               | Aeropuerto Internacional de Abu Dabi           | Etihad Airways                                                                              |
| Dubái                  | Aeropuerto Internacional de Dubái              | Emirates                                                                                    |
| Filipinas              |                                                |                                                                                             |
| Manila                 | Aeropuerto Internacional Ninoy Aquino          | Philippine Airlines                                                                         |
| Hong Kong              |                                                |                                                                                             |
| Hong Kong              | Aeropuerto Internacional de Hong Kong          | Cathay Pacific / Qantas                                                                     |
| India                  |                                                |                                                                                             |
| Nueva Delhi            | Aeropuerto Internacional Indira Gandhi         | Air India / Qantas                                                                          |
| Indonesia              |                                                |                                                                                             |
| Denpasar               | Aeropuerto Internacional Ngurah Rai            | Batik Air Malaysia / Jetstar Airways / Qantas                                               |
| Yakarta                | Aeropuerto Internacional Soekarno-Hatta        | Garuda Indonesia                                                                            |
| Japón                  |                                                |                                                                                             |
| Osaka                  | Aeropuerto Internacional de Kansai             | Jetstar Airways                                                                             |
| Tokio                  | Aeropuerto Internacional de Narita             | Japan Airlines / Jetstar Airways                                                            |
| Malasia                |                                                |                                                                                             |
| Kuala Lumpur           | Aeropuerto Internacional de Kuala Lumpur       | Batik Air Malaysia / Malaysia Airlines                                                      |
| Catar                  |                                                |                                                                                             |
| Doha                   | Aeropuerto Internacional Hamad                 | Qatar Airways                                                                               |
| Singapur               |                                                |                                                                                             |
| Singapur               | Aeropuerto Internacional de Singapur           | Jetstar / Qantas / Scoot / Singapore Airlines                                               |
| Sri Lanka              |                                                |                                                                                             |
| Colombo                | Aeropuerto Internacional Bandaranaike          | SriLankan Airlines                                                                          |
| Tailandia              |                                                |                                                                                             |
| Bangkok                | Aeropuerto Internacional Suvarnabhumi          | Jetstar Airways / Thai Airways                                                              |
| Phuket                 | Aeropuerto Internacional de Phuket             | Jetstar Airways                                                                             |
| Taiwán                 |                                                |                                                                                             |
| Taipéi                 | Aeropuerto Internacional de Taiwán Taoyuan     | China Airlines                                                                              |
| Vietnam                |                                                |                                                                                             |
| Ciudad de Ho Chi Minh  | Aeropuerto Internacional de Tan Son Nhat       | Bamboo Airways / Jetstar Airways / Vietnam Airlines                                         |
| Hanói                  | Aeropuerto Internacional de Nội Bài            | Bamboo Airways                                                                              |
| Oceanía                |                                                |                                                                                             |
| Estados Unidos / Hawái |                                                |                                                                                             |
| Honolulu               | Aeropuerto Internacional Daniel K. Inouye      | Jetstar Airways                                                                             |
| Fiyi                   |                                                |                                                                                             |
| Nadi                   | Aeropuerto Internacional de Nadi               | Fiji Airways / Virgin Australia                                                             |
| Nueva Zelanda          |                                                |                                                                                             |
| Auckland               | Aeropuerto Internacional de Auckland           | Air New Zealand / China Airlines (Estacional) / Jetstar Airways / Qantas / Virgin Australia |
| Christchurch           | Aeropuerto Internacional de Christchurch       | Air New Zealand / Jetstar Airways / Virgin Australia                                        |
| Queenstown             | Aeropuerto Internacional de Queenstown         | Air New Zealand / Jetstar Airways                                                           |
| Wellington             | Aeropuerto Internacional de Wellington         | Air New Zealand / Jetstar Airways / Qantas                                                  |
| Vanuatu                |                                                |                                                                                             |
| Port Vila              | Aeropuerto Internacional Bauerfield            | Air Vanuatu                                                                                 |

### Carga
Las siguientes aerolíneas operan vuelos solo de carga desde la plataforma de carga sur del aeropuerto de Melbourne:

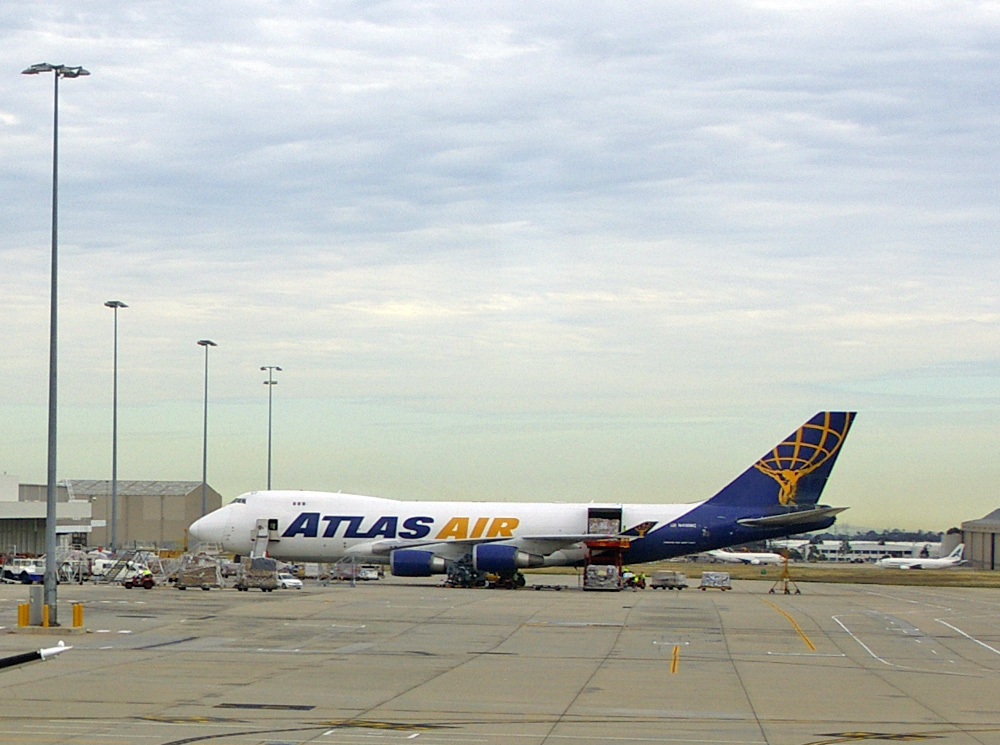
Boeing 747 de Atlas Air en la plataforma de carga sur

| Aerolíneas               | Destinos                                                                            |
| ------------------------ | ----------------------------------------------------------------------------------- |
| Airwork                  | Auckland, Christchurch                                                              |
| Cathay Pacific Cargo     | Hong Kong, Sídney, Toowoomba Wellcamp                                               |
| DHL Aviation             | Auckland                                                                            |
| Emirates SkyCargo        | Yakarta–Soekarno-Hatta, Singapur                                                    |
| Kalitta Air              | Honolulu, Shenzhen, Sídney                                                          |
| Qantas Freight           | Adelaida, Brisbane, Cairns, Canberra, Gold Coast, Hobart, Launceston, Perth, Sídney |
| Qatar Airways Cargo      | Doha, Honolulu                                                                      |
| Singapore Airlines Cargo | Auckland, Singapur                                                                  |
| Tasman Cargo Airlines    | Darwin, Singapur                                                                    |
| Toll Priority            | Adelaida, Brisbane, Launceston, Perth, Sídney, Sídney–Bankstown                     |

## Estadísticas
Ver fuente y consulta Wikidata.

### Tráfico de pasajeros
| Año  | Doméstico  | Internacional | Total      | Cambio |
| ---- | ---------- | ------------- | ---------- | ------ |
| 1998 | 11,429,141 | 2,489,132     | 13,918,273 | 1.8%   |
| 1999 | 11,900,956 | 2,654,807     | 14,555,763 | 4.1%   |
| 2000 | 12,933,747 | 3,043,629     | 15,977,376 | 8.7%   |
| 2001 | 13,265,849 | 3,315,572     | 16,581,421 | 2.6%   |
| 2002 | 12,883,149 | 3,313,751     | 16,196,900 | -2.9%  |
| 2003 | 14,021,489 | 3,199,534     | 17,221,023 | 8.8%   |
| 2004 | 15,812,950 | 3,936,435     | 19,749,385 | 12.8%  |
| 2005 | 16,505,127 | 4,224,635     | 20,729,762 | 4.4%   |
| 2006 | 17,276,578 | 4,291,290     | 21,567,868 | 4.7%   |
| 2007 | 18,185,325 | 4,565,084     | 22,750,409 | 5.3%   |
| 2008 | 19,835,386 | 4,732,544     | 24,567,930 | 9.1%   |
| 2009 | 19,755,218 | 5,130,352     | 24,885,570 | -0.4%  |
| 2010 | 21,522,253 | 5,872,511     | 27,394,764 | 8.9%   |
| 2011 | 21,206,546 | 6,460,958     | 27,667,504 | -1.5%  |
| 2012 | 22,098,350 | 6,819,242     | 28,917,592 | 4.2%   |
| 2013 | 22,908,284 | 7,312,143     | 30,220,427 | 3.7%   |
| 2014 | 23,364,327 | 8,022,466     | 31,386,793 | 2.0%   |
| 2015 | 23,930,897 | 8,859,316     | 32,790,213 | 2.4%   |
| 2016 | 24,732,603 | 9,642,586     | 34,375,189 | 3.4%   |
| 2017 | 25,235,738 | 10,323,782    | 35,559,520 | 2.0%   |
| 2018 | 25,692,745 | 11,223,884    | 36,916,629 | 1.8%   |
| 2019 | 25,815,647 | 11,318,644    | 37,134,291 | 0.5%   |
| 2020 | 6,462,941  | 2,434,451     | 8,897,392  | -75.0% |
| 2021 | 6,763,686  | 396,590       | 7,160,276  | 4.7%   |
| 2022 | 20,309,831 | 5,381,023     | 25,690,854 | 200.3% |
| 2023 | 22,504,461 | 8,278,905     | 30,783,366 | 17%    |

## Aeropuertos cercanos
Los aeropuertos más cercanos son:
- Aeropuerto de King Island (242km)
- Aeropuerto de Albury (275km)
- Aeropuerto de Portland (284km)
- Aeropuerto de Mount Gambier (353km)
- Aeropuerto de Burnie (361km)